# 马来亚虎
马来亚虎（学名：Panthera tigris jacksoni）俗称马来虎，是2004年新确认的老虎亚种，分布于马来半岛南部的马来西亚与泰国境内，此前一直被归类为印度支那虎的一个种群。此新分类是罗述金等人在美国国家癌症研究中心的基因多样性实验室（Laboratory of Genomic Diversity）研究所得。
据2010年至2013年的统计，显示其数量急剧下降，被国际自然保护联盟列为极危物种。

## 特征

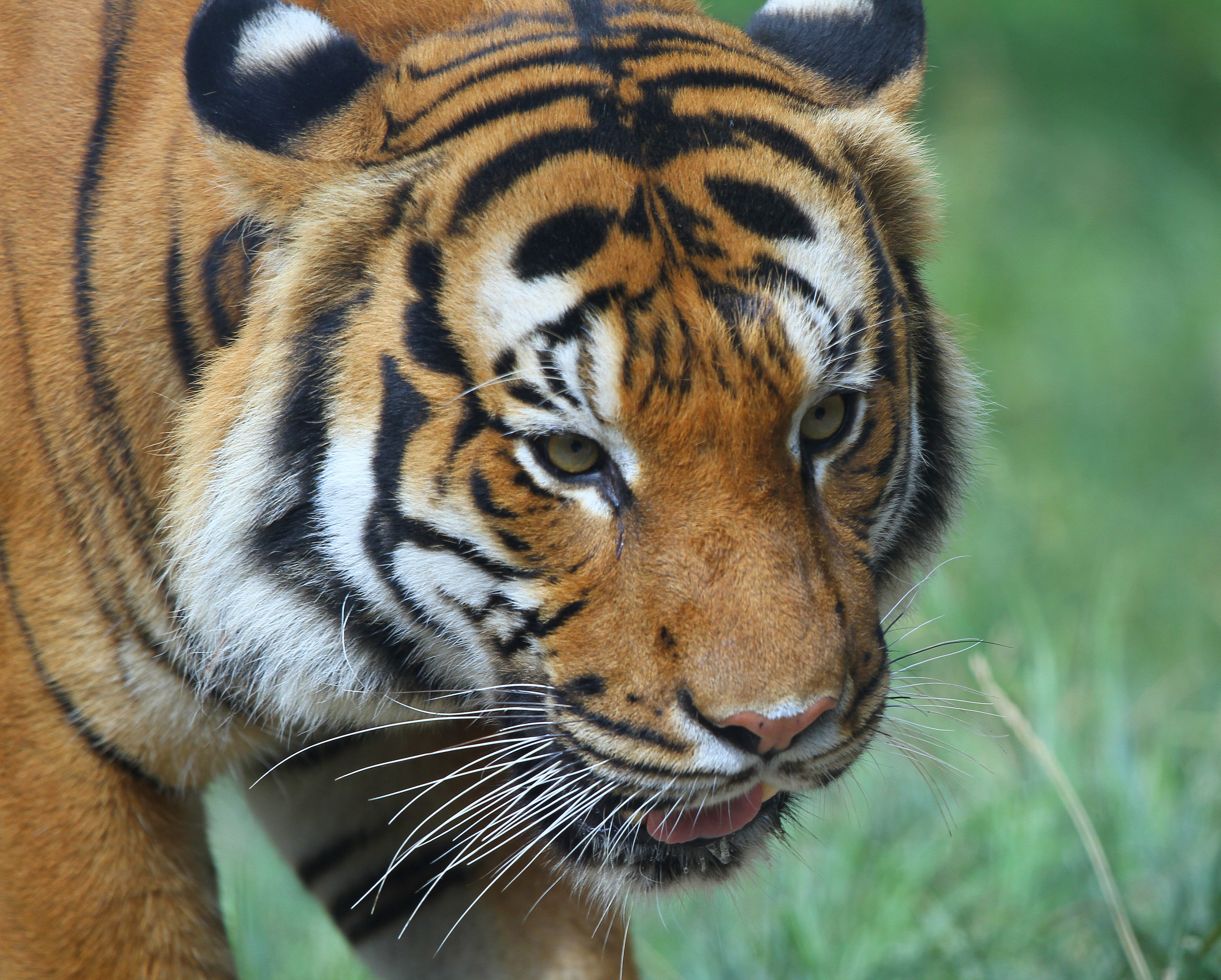
马来亚虎頭部

马来亚虎与苏门答腊虎一样，是体型最小的老虎亚种，從外觀上馬來亞和印支虎沒有太大分別，毛皮的條紋和毛色都與印支虎都沒明顯的差異，一般難以外觀區分，但体型上馬來亞虎明顯比印支虎較小与苏门答腊虎相近。雄虎和雌虎的平均体重各为129公斤与100公斤，从头到尾的体长则各测得约273厘米与200厘米。

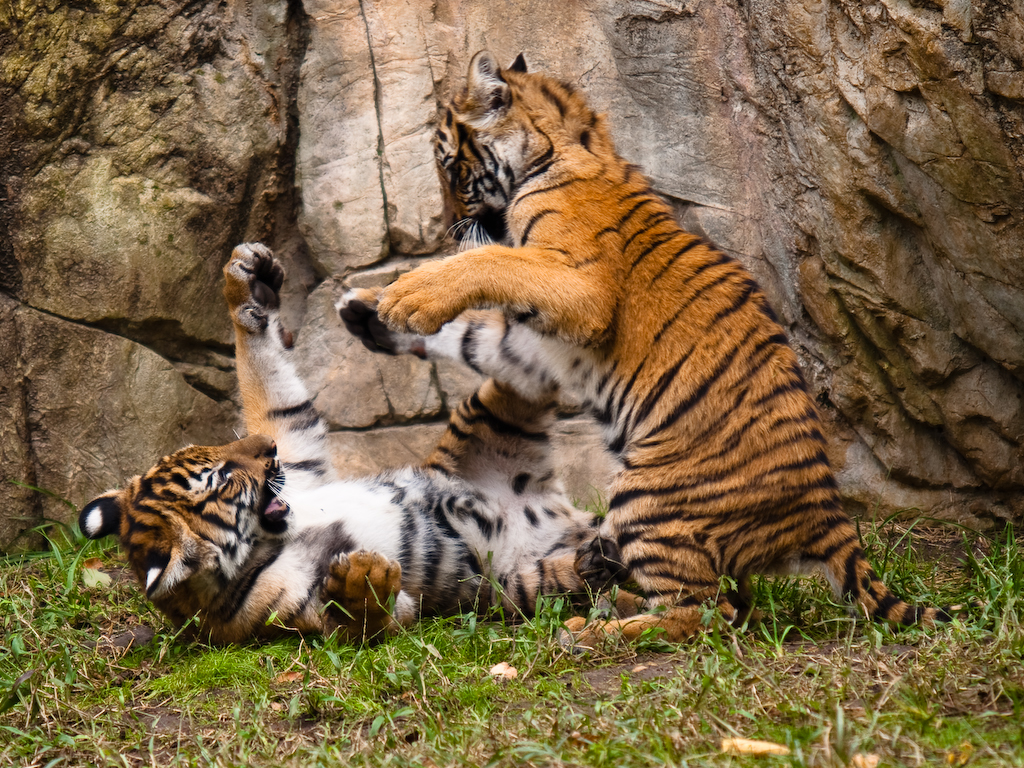
两只雌性幼虎

## 习性
马来亚虎猎食水鹿、麂、野猪和家畜。在马来西亚大汉山国家公园里的老虎也会捕食马来熊。其主食是否也包括印度野牛与马来貘则是未知。老虎在雨林里的分布密度不高，每100平方公里才有1.1到1.98只，这是猎物分布稀少所致。因此，要维持一个至少拥有六头能生育的雌虎的种群，需要面积大于1000平方公里的栖息地。关于马来亚虎的生物与生态研究尚在起步阶段，比方其食性、形态、数量统计、群体结构、交流方式、活动范围和繁衍能力等资料皆不足。

## 分布
马来亚虎只在马来半岛（即西马与泰南）被发现，而在婆罗洲（即东马、汶莱和加里曼丹）则没有出现过老虎的踪迹。
在马来西亚，北起马泰边境的森林直至亚洲大陆的最南端，马来亚虎稀疏地散布在三个主要老虎保护区：主要范围（2.0万平方公里）、马来西亚国家公园（1.5万平方公里）和南部的森林地区（1.0万平方公里）。此外，一些孤立的小森林、次级植被、东海岸人烟稀少以及公路密度低的废弃农业地段也有老虎出没。
其中，88%的马来亚虎可在霹雳、彭亨、吉兰丹和登嘉楼四州找到。

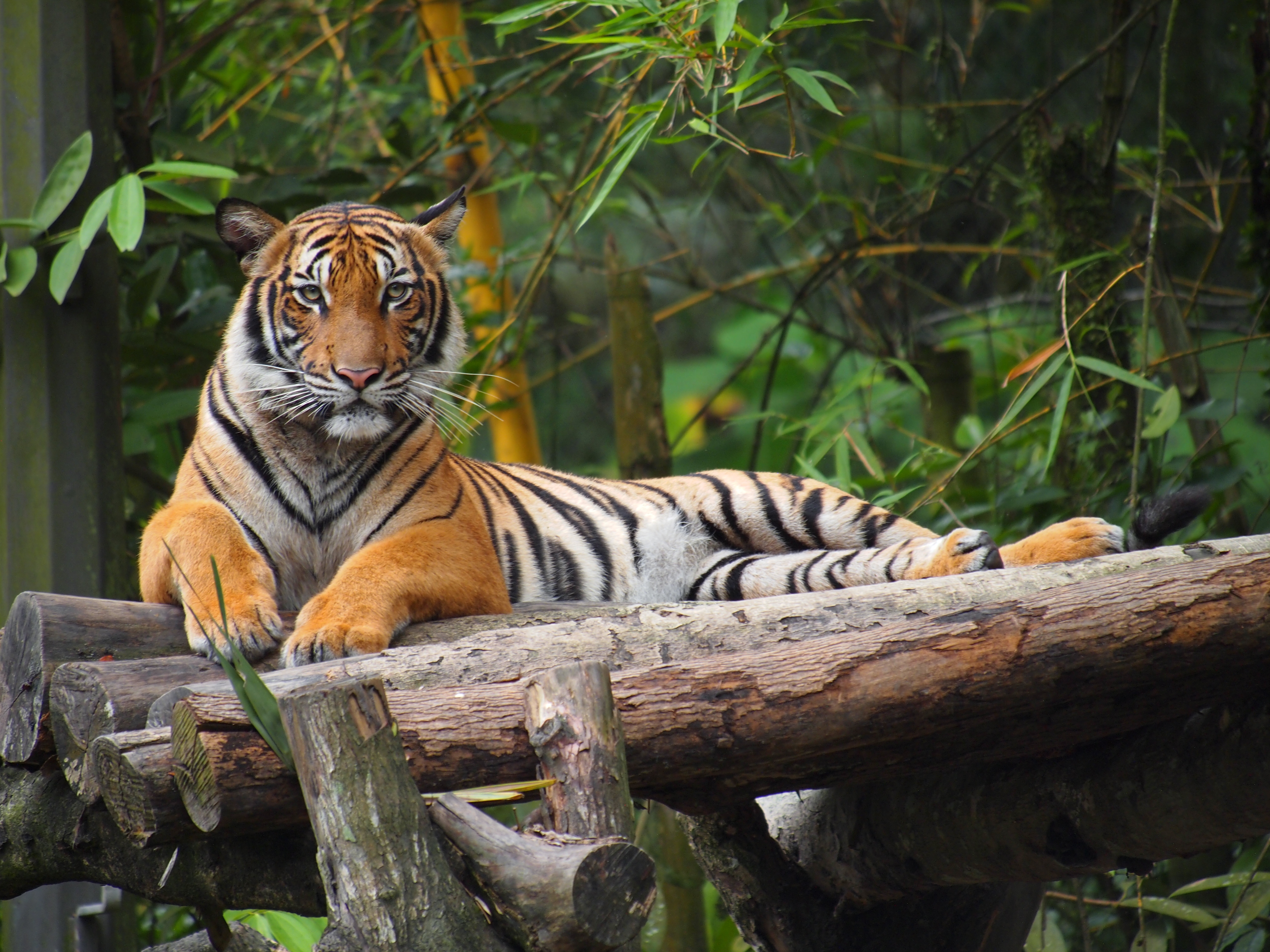
成年马来亚虎

## 命名之争
当马来亚虎被肯定为老虎的一个独立亚种时，此消息在马来西亚受到欢迎，然而，这件事却很快地因马来亚虎的学名而起争议。研究者们提议以“杰克逊之虎”（Panthera tigris jacksoni）做为其学名，以记念动物学家彼得·杰克逊对大型猫科动物的研究贡献。
然而，马来西亚动物园与水族馆协会（MAZPA）和马来西亚政府主张，马来西亚应有权参与其国家象征的命名，认为应以其地理位置——“马来亚”作为命名的依据，即以“为学名。无论如何，本亚种最终还是以为学名，而俗名则称为“马来亚虎”。

## 文化

马来西亚国徽：马来亚虎是国徽上的护盾兽

在马来西亚，马来亚虎是该国的国家象征之一，除了出现在馬來西亞國徽之外，也常常在其它的公共机构的标志里出现，如马来亚银行、普腾、马来西亚足球总会、马来亚大学等等。它象征了马来西亚人民的勇敢与毅力。当地人也为老虎起了各种绰号，尤其以马来文（斑纹先生）最具代表性，并常常在马来民间寓言故事里做为（小鼠鹿）的对手出现。

## 保护现状

### 威脅
马来亚虎所受的威脅主要是森林的发展使栖息地被严重分割；以及非法盗猎的问题。例如，国家公园风景区里的伐木作业和道路建设使老虎的栖息环境受到的威脅。

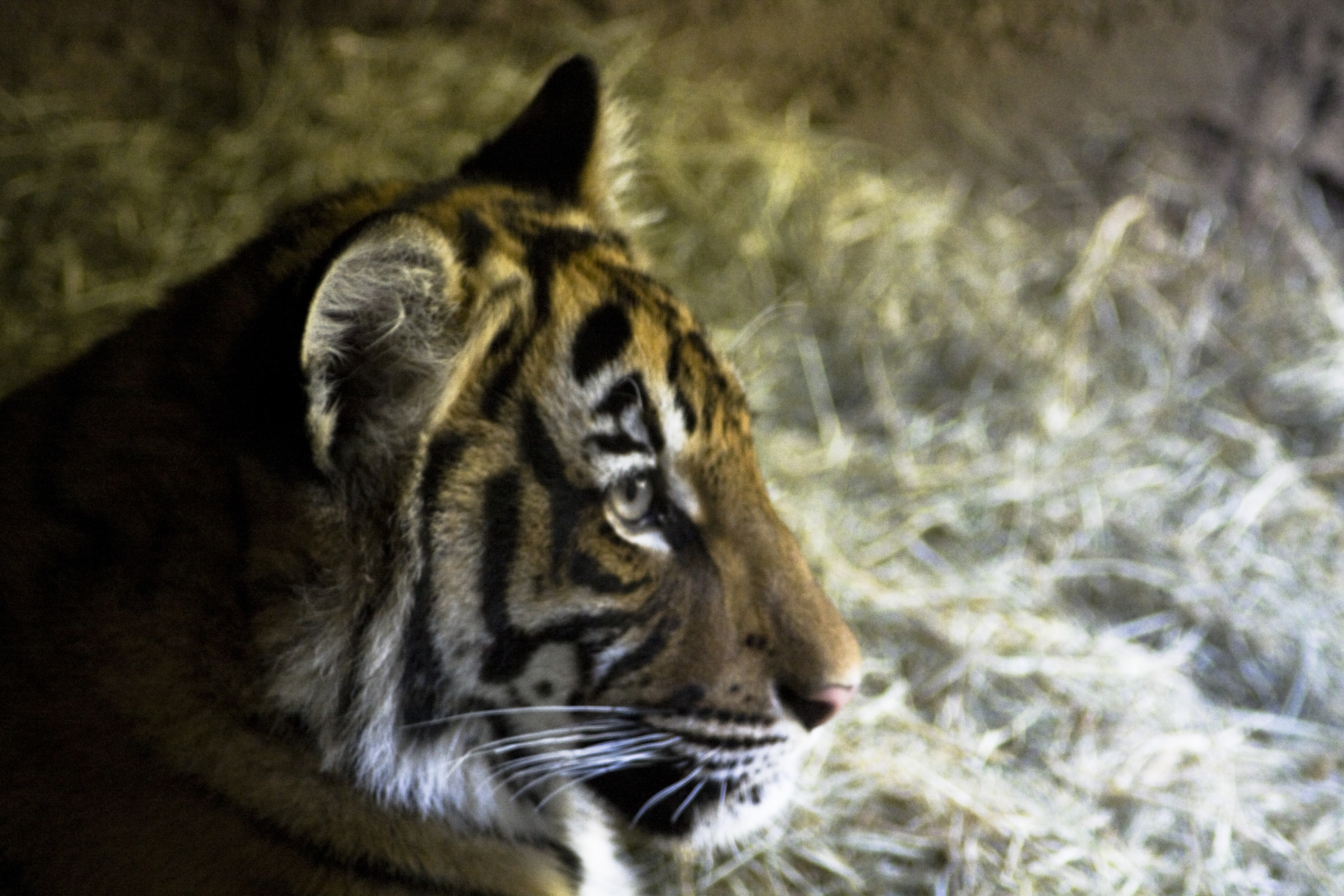
头部特写——摄于美国圣迭戈动物园

森林的农业和商业开发，也使老虎更频密地和家畜接触。在1993年至2003年十年里，家畜被虎噬在登嘉楼所造成的经济损失就高达40万美元。结果，老虎往往会被愤怒的农民捕杀，或被生擒送往动物园。而在这样的“冲突”中，被打死的老虎可能会在黑市中出售，使之和偷猎产生了因果关联。
1990年至2003年，各统计显示至少约有600至800只野生马来亚虎存在，这使其成为当时继孟加拉虎和印度支那虎之后第三多的老虎亚种，并被列为濒危物种。
然而，根据隐蔽相机在2010-2013年的拍摄情况，现存马来虎骤降至仅剩250-340只。同时，数份报告指出，随着中国富裕群体的增长，对老虎器官的非法贸易需求量显著上升，加剧了国际的盗猎走私活动。据官方统计，在2000年至2013年，亚洲各地所起获的老虎器官走私案中，共有1,425只老虎遭盗猎；马来西亚在同期所起获的33起盗猎走私活动中，至少有94只老虎被盗猎。在2012年，在马来西亚吉打州起获了来自22只老虎的器官，成为当地史上最大的老虎盗猎案。
纵使由国家老虎保育行动计划所划出的三个主要老虎保护区中，也深受盗猎活动威胁：在2010年到2011年，就发现了超过952个陷阱，并抓获了22个不同国籍的盗猎者。
此外，猎物匮乏也是马来亚虎受威脅的原因之一，其主要猎物如水鹿、须猪、爪哇野牛也是濒危动物，数量也在下降中，使马来亚虎的保育情况难以恢复。
由于统计显示其数量锐减，保护情况恶化，国际自然保护联盟将其保护等级提升至“极危”。

### 人工饲养
2004年老虎的遺傳學分析与其系統發生學的研究，使中印半岛的老虎分成两个独立的亚种：印度支那虎与马来亚虎。作者们认为，这两个亚种的人工饲养种群应以类似管理其他已知亚种的方式来管理，然而尚不清楚各个动物园机构将如何应用这些资讯。